# Joe e suo nonno
Joe e suo nonno è un film musicale del 1992 diretto da Giacomo De Simone, ovvero il quinto video del cantautore italiano Edoardo Bennato, qui con l'alias di Joe Sarnataro.

## Trama
Joe Sarnataro è un bluesman trasferitosi negli Stati Uniti, ma nato a Napoli. Dopo il successo in America, torna nel capoluogo campano per pubblicare un compact disc, collaborando con il gruppo musicale Blue Stuff. A comporre i testi è Vincenzo Sarnataro, nonno di Joe. In realtà, i due sono la stessa persona.

## Produzione
Le riprese si sono svolte a Napoli.
Il lungometraggio è stato pubblicato sia sotto forma di home video sia come mini serial composto da dieci puntate trasmesse nel 1992, dal 27 aprile all'8 maggio successivo, su Rai 1 per la durata di dieci minuti per ogni episodio. A curare la versione in videocassetta è Vivideo. Nel 2009 è stato messo in commercio il DVD da parte di Cheyenne.

È stato pubblicato anche un album discografico dal titolo È asciuto pazzo 'o padrone, di Edoardo Bennato.

Il personaggio di Joe Sarnataro viene utilizzato come pseudonimo del cantautore napoletano tra la fine del 1991 e il 1994 anche per alcuni concerti europei con i Blue Stuff.

## Colonna sonora
La colonna sonora è dello stesso Edoardo Bennato.

### Tracce
Testi di Edoardo Bennato, musiche di Edoardo Bennato eccetto dove indicato; edizioni musicali Cinquantacinque.
1. 'O billoco l'acqua – 4:13
2. Che Babbilonia! – 3:52
3. È asciuto pazzo 'o padrone – 3:47
4. Va vedenno mo' chi è stato – 4:33
5. Accussí va 'o munno – 3:34
6. Sotto viale Augusto che ce sta? – 5:30
7. 'A gente è bona – 3:44
8. 'Lleve 'e mano alloca! (Nun tucca' Coroglio)[9] – 2:33 (musica: Big Joe Williams)
9. Vutammo pe' te – 4:10
10. Nisciuno! – 4:54
11. Comme aggia fa' – 3:17

### Musicisti
- Edoardo Bennato – armonica e canto
- Vincenzo Caponetto – chitarra
- Guido Migliano – chitarra e armonica
- Roberto D'Aquino – basso
- Mario Insegna – batteria
- Renato Federico – piano
- Giorgio Savarese – organo